# Gladiolus orchidiflorus
Gladiolus orchidiflorus es una especie de gladiolo que se encuentra en crecimiento en los suelos de arcilla y de piedra arenisca en las praderas de Namaqualand, Sudáfrica.

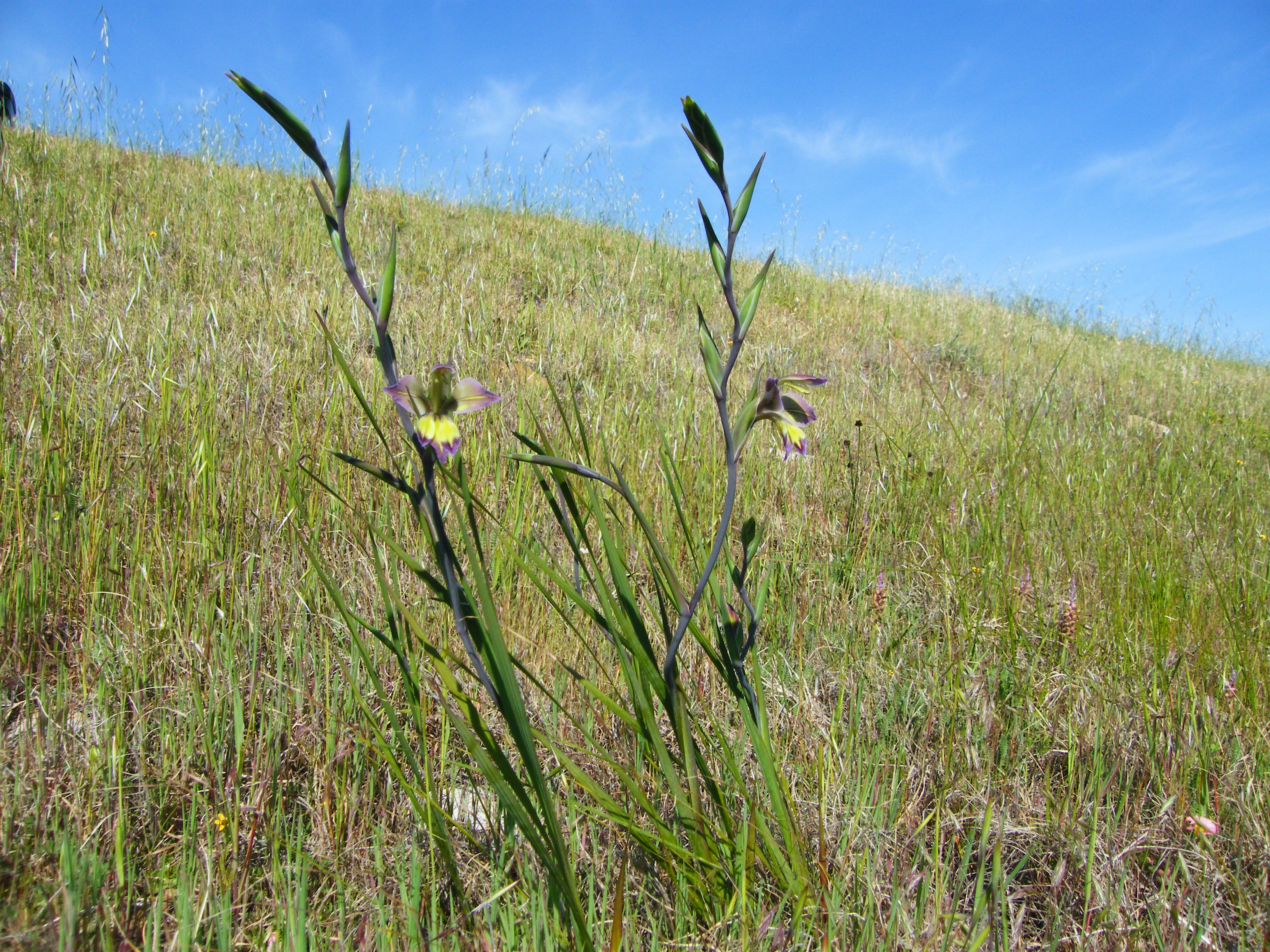
Vista de la planta

## Descripción
Tiene un cormo grande, globoso; con túnica gruesas, de copiosas fibras nervudas producidas más allá de su cuello; hojas lineales, rígidas de 12 a 18 cm de largo; tallo delgado, cilíndrico, simple con la inflorescencia; pico de 2-4 cm de largo, hacia arriba densas; perianto de color rojo brillante o amarillo; en un delgado tubo, casi tan largo como la espata; cápsula ovoide, inflada.

## Taxonomía
Gladiolus orchidiflorus fue descrita por Henry Charles Andrews y publicado en Bot. Repos. 4: t. 241 1802.
Etimología
Gladiolus: nombre genérico que se atribuye a Plinio y hace referencia, por un lado, a la forma de las hojas de estas plantas, similares a la espada romana denominada "gladius". Por otro lado, también se refiere al hecho de que en la época de los romanos la flor del gladiolo se entregaba a los gladiadores que triunfaban en la batalla; por eso, la flor es el símbolo de la victoria.
orchidiflorus: epíteto latíno que significa "con flores de orquídeas".
Sinonimia
- Gladiolus alatus Jacq.
- Gladiolus dregei Klatt
- Gladiolus viperatus Ker Gawl.[7][8]